# Chiretolpis melanoxantha
Chiretolpis melanoxantha là một loài bướm đêm thuộc phân họ Arctiinae, họ Erebidae.